# Frédéric Ier de Lichtenberg
Pour les articles homonymes, voir Lichtenberg.
Frédéric Ier de Lichtenberg (en allemand Friedrich von Lichtenberg), né probablement vers 1237 et mort le 20 décembre 1306, est évêque de Strasbourg de 1299 à 1306.

## Origine
Frédéric est issu de la famille alsacienne des seigneurs de Lichtenberg. Ses parents sont Louis de Lichtenberg (Ludwig von Lichtenberg) et son épouse Elisa. Mentionné pour la première fois en 1255, Frédéric pourrait être né vers 1237. Son prédécesseur immédiat dans l'épiscopat est son propre frère Conrad III.
Frédéric devient archidiacre de Metz en 1273, chantre en 1274 et succède à son frère Conrad comme prévôt du chapitre de la cathédrale de Strasbourg en 1275.

## Épiscopat
Après la mort de son frère, il est élu pour lui succéder comme évêque de Strasbourg le 15 septembre 1299 en présence du roi Albert Ier et est ordonné évêque en avril 1300.
En 1300, il édicte des statuts pour le diocèse et conclut en 1301 une paix nationale avec le roi Albert Ier, l'évêque de Bâle Pierre d'Aspelt, le landgrave d'Alsace et les villes de Bâle et de Strasbourg. En 1302/1304, il accorde le droit de cité à Ettenheim. En 1303, il acquiert le château de Fürsteneck et la ville d'Oberkirch d'Udalhilt de Fürstenberg et transfère le monastère des chanoines augustins d'Obersteigen à Saverne. Après sa mort en 1306, il est enterré aux côtés de son frère Conrad dans la chapelle Saint-Jean de la cathédrale de Strasbourg.